# 东魁杨梅
东魁杨梅是原产于中華人民共和國浙江省台州市黄岩区江口街道东岙村的一種楊梅。该楊梅由浙江农业大学与黄岩澄江柑枯站于1980年代在黄岩选育而成，1983年通过浙江省有關部門鉴定，名稱由吳耕民定名。此後其他周边地区也開始引种东魁杨梅。东魁杨梅成熟期为6月下旬至7月上旬，其果形大小類似乒乓球，平均直径为3.66釐米至3.73厘米，单果重22至25克，最大的果重为50克。东魁杨梅呈紫紅色，含糖率達9%。